# Temporada 2025 de Super Fórmula Lights
La temporada 2025 de Super Fórmula Lights es la sexta temporada de dicho campeonato. La temporada comenzó el 8 de marzo en Circuito de Suzuka y finalizará el 30 de noviembre en Motegi.

## Escuderías y pilotos
Debido a que el campeonato es una categoría monomarca, todos los equipos compiten con el mismo chasis Dallara 324 con un motor Toyota GR Yaris de tres cilindradas y 1.6 litros . Además todas las escuderías usan los neumáticos proporcionados por Kumho Tires.
| Escudería           | N.º | Piloto           | Estado | Rondas |
| ------------------- | --- | ---------------- | ------ | ------ |
| B-Max Racing Team   | 1   | Kazuhisa Urabe   |        | 1-3    |
| B-Max Racing Team   | 30  | «Dragon»         | M      | 1-3    |
| B-Max Racing Team   | 50  | Yuto Nomura      |        | 1-3    |
| B-Max Racing Team   | 51  | Zachary David    |        | 1-3    |
| B-Max Racing Team   | 58  | Kaylen Frederick |        | 1-3    |
| Delightworks Racing | 2   | Souta Arao       |        | 1      |
| Delightworks Racing | 2   | Yugo Iwasawa     |        | 2-3    |
| Delightworks Racing | 3   | Yusuke Mitsui    |        | 1-3    |
| JMS Racing Team     | 4   | Nobuhiro Imada   | M      | 1-3    |
| JMS Racing Team     | 4   | Tosei Moriyama   |        | 1      |
| GNSY Racing         | 8   | Yasuhiro Shimizu | M      | 1-3    |
| TOM'S               | 35  | Yuki Sano        |        | 1-3    |
| TOM'S               | 36  | Esteban Masson   |        | 1-3    |
| TOM'S               | 36  | Seita Nonaka     |        | 1      |
| TOM'S               | 37  | Yuga Furutani    |        | 1-3    |
| TOM'S               | 38  | Rikuto Kobayashi |        | 1-3    |
| LM corsa            | 60  | Reimei Ito       |        | 1-3    |

| Icono | Estado        |
| ----- | ------------- |
| M     | Clase Másters |

### Cambios de pilotos

#### En pretemporada
- La vigente escudería campeona TOM'S vio cómo Jin Nakamura y de Seita Nonaka se despedían de la categoría, ya que Nakamura se pasó a la Fórmula Regional Europea para competir con la escudería R-ace GP y Nonaka dedició centrarse en el Super GT GT300 de la mano de Saitama Green Brave. El equipo firmó a Esteban Masson, campeón de la Eurocup-3 en 2023 y puesto 27 en la clase LMGT3 de la WEC con Akkodis ASP en 2024 y a Yuki Sano, cuarto en 2024 en el campeonato de la F4 japonesa para TGR-DC Racing School.[5][6]
- B-Max Racing Team, tras el ascenso del vigente campeón Syun Koide a la Super Fórmula, la marcha de Rin Arakawa a Super GT GT300 y la de Makoto Fujiwara,[7][8] ascendió a Yuto Nomura, campeón de la F4 japonesa en 2024.[7] La escudería también contrató a Kazuhisa Urabe, que provino de la F4 japonesa Japanese donde acabó undécimo en 2024 con TGR-DC Racing School. Zachary David completó la plantilla del equipo. Debutó en la categoría tras correr la temporada anterior en FRECA para CL Motorspor.[3][7]
- Reimei Ito, el vigente campeón de la Copa Porsche Carrera de Japón debutó con LM corsa para toda la temporada después de haber competido dos rondas con ellos en 2024 y haber logrado acabar noveno al final de la temporada 2024.[9][4]
- Delightworks Racing firmó un contrato con dos antiguos pilotos de HFDP para su debut en la categoría. Se trata de Souta Arao, séptimo en 2024 con Toda Racing y Yusuke Mitsui, subcampeón de la F4 japonesa en 2022,  que debutó como rookie después de haber participado en 2024 en los campeonatos de  Super Taikyu ST-2 con Team Spoon y en Super GT - GT300 con Team UpGarage.[4][10]
- Tsubasa Iriyama abandonó la categoría junto a la escudería Albirex Racing Team.[10]

#### En temporada
- Dos pilotos se retiraron poco antes del comienzo de la ronda inaugural: Nobuhiro Imada de JMS Racing Team's sufrió una lesión en la mano y fue sustituido por Tosei Moriyama, quinto puesto en los camponatos de F4 Japanesa y de la  Copa FIA Motorsport Games de la Formula 4.[4] Esteban Masson, piloto de TOM'S,  iba a ser reemplazado por Seita Nonaka, que regresó al coche  No. 38  con el que consiguió la tercera posición en la general en 2024.[11] Sin embargo, cuando el conductor Oliver Rasmussen de Team Impul de la Super Fórmula se lesionó durante los libres, Nonaka fue llamado para sustituirlo y  TOM'S dedicio retirar el coche no. 36.[12][13]
- Souta Arao abandonó Delightworks Racing tras la ronda 1.[14] Lo sustituyó a partir de la ronda 2 Yugo Iwasawa, antiguo piloto de Super GT GT300.[15]

### Cambios de escuderías
- B-Max Racing Team dejó de poner en la competición al coche 30 bajo la denominación Team Dragon y pasó a la denominación del equipo.
- LM corsa hizo su debut de temporada completa en el campeonato después de haber participado dos rondas en 2024.[9]
- Delightworks Racing, una escudería nueva fundada por la empresa de gaming DELiGHTWORKS en 2024, que había competido en la última ronda de la Fórmula regional japonesa , se unió al campeonato.[10][4] La escudería ocupó la plaza de Toda Racing, que había estado participando en este campeonato desde 1988, cuando todavía se llamaba Formula 3 japonesa hasta que renunciaron a tomar parte en 2025.[16]
- Albirex Racing Team no retornó al campeonato tras haber participado en las últimas rondas de la temporada 2024.[16]

## Calendario
El calendario para la temporada 2025 fue anunciado el 11 de noviembre de 2024. Formarán parte de él dieciocho carreras que se celebrarán a lo largo de seis fines de semana en seis circuitos distintos. Dos de las rondas servirán de apoyo para la categoría senior Super Fórmula.
| Ronda | Ronda | Circuito                                    | Fecha              |
| ----- | ----- | ------------------------------------------- | ------------------ |
| 1     | C1    | Circuito de Suzuka, Suzuka                  | 8 de marzo         |
| 1     | C2    | Circuito de Suzuka, Suzuka                  | 9 de marzo         |
| 1     | C3    | Circuito de Suzuka, Suzuka                  | 9 de marzo         |
| 2     | C1    | Autopolis, Ōita                             | 17 de mayo         |
| 2     | C2    | Autopolis, Ōita                             | 18 de mayo         |
| 2     | C3    | Autopolis, Ōita                             | 18 de mayo         |
| 3     | C1    | Circuito Internacional de Okayama, Mimasaka | 20-22 de junio     |
| 3     | C2    | Circuito Internacional de Okayama, Mimasaka | 20-22 de junio     |
| 3     | C3    | Circuito Internacional de Okayama, Mimasaka | 20-22 de junio     |
| 4     | C1    | Sportsland SUGO, Murata                     | 29-31 de agosto    |
| 4     | C2    | Sportsland SUGO, Murata                     | 29-31 de agosto    |
| 4     | C3    | Sportsland SUGO, Murata                     | 29-31 de agosto    |
| 4     | C4    | Sportsland SUGO, Murata                     | 29-31 de agosto    |
| 5     | C1    | Fuji Speedway, Oyama                        | 5-7 de septiembre  |
| 5     | C2    | Fuji Speedway, Oyama                        | 5-7 de septiembre  |
| 5     | C3    | Fuji Speedway, Oyama                        | 5-7 de septiembre  |
| 6     | C1    | Mobility Resort Motegi, Motegi              | 28-30 de noviembre |
| 6     | C2    | Mobility Resort Motegi, Motegi              | 28-30 de noviembre |
| 6     | C3    | Mobility Resort Motegi, Motegi              | 28-30 de noviembre |

## Resultados
| Ronda | Ronda | Ronda                             | Pole Position                                 | Vuelta rápida                                 | Piloto ganador                                | Escudería ganadora                            | Ganador Másters                               |
| ----- | ----- | --------------------------------- | --------------------------------------------- | --------------------------------------------- | --------------------------------------------- | --------------------------------------------- | --------------------------------------------- |
| 1     | C1    | Circuito de Suzuka                | Yuki Sano                                     | Yuto Nomura                                   | Yuki Sano                                     | TOM'S                                         | Yasuhiro Shimizu                              |
| 1     | C2    | Circuito de Suzuka                | Yuki Sano                                     | Yuki Sano                                     | Yuki Sano                                     | TOM'S                                         | Yasuhiro Shimizu                              |
| 1     | C3    | Circuito de Suzuka                |                                               | Kazuhisa Urabe                                | Yuki Sano                                     | TOM'S                                         | Yasuhiro Shimizu                              |
| 2     | C1    | Autopolis                         | Yuto Nomura                                   | Yuki Sano                                     | Yuki Sano                                     | TOM'S                                         | Yasuhiro Shimizu                              |
| 2     | C2    | Autopolis                         | Kaylen Frederick                              | Kaylen Frederick                              | Kaylen Frederick                              | B-Max Racing Team                             | Nobuhiro Imada                                |
| 2     | C3    | Autopolis                         | Pospuesta debido a las condiciones climáticas | Pospuesta debido a las condiciones climáticas | Pospuesta debido a las condiciones climáticas | Pospuesta debido a las condiciones climáticas | Pospuesta debido a las condiciones climáticas |
| 3     | C1    | Circuito Internacional de Okayama | Yuto Nomura                                   | Yuto Nomura                                   | Yuto Nomura                                   | B-Max Racing Team                             | Yasuhiro Shimizu                              |
| 3     | C2    | Circuito Internacional de Okayama | Yuto Nomura                                   | Yuto Nomura                                   | Yuto Nomura                                   | B-Max Racing Team                             | «Dragon»                                      |
| 3     | C3    | Circuito Internacional de Okayama |                                               | Yuto Nomura                                   | Yuto Nomura                                   | B-Max Racing Team                             | Yasuhiro Shimizu                              |
| 4     | C1    | Sportsland SUGO                   |                                               |                                               |                                               |                                               |                                               |
| 4     | C2    | Sportsland SUGO                   |                                               |                                               |                                               |                                               |                                               |
| 4     | C3    | Sportsland SUGO                   |                                               |                                               |                                               |                                               |                                               |
| 4     | C4    | Sportsland SUGO                   |                                               |                                               |                                               |                                               |                                               |
| 5     | C1    | Fuji Speedway                     |                                               |                                               |                                               |                                               |                                               |
| 5     | C2    | Fuji Speedway                     |                                               |                                               |                                               |                                               |                                               |
| 5     | C3    | Fuji Speedway                     |                                               |                                               |                                               |                                               |                                               |
| 6     | C1    | Mobility Resort Motegi            |                                               |                                               |                                               |                                               |                                               |
| 6     | C2    | Mobility Resort Motegi            |                                               |                                               |                                               |                                               |                                               |
| 6     | C3    | Mobility Resort Motegi            |                                               |                                               |                                               |                                               |                                               |

## Clasificaciones

### Sistema de puntuación
| Posición | 1.º | 2.º | 3.º | 4.º | 5.º | 6.º | Pole |
| Puntos   | 10  | 7   | 5   | 3   | 2   | 1   | 1    |

### Campeonato de Pilotos
| Pos. | Piloto           | SUZ | SUZ | SUZ | AUT | AUT | OKA | OKA | OKA | SUG | SUG | SUG | SUG | FUJ | FUJ | FUJ | MOT | MOT | MOT | Puntos |
| ---- | ---------------- | --- | --- | --- | --- | --- | --- | --- | --- | --- | --- | --- | --- | --- | --- | --- | --- | --- | --- | ------ |
| 1    | Yuki Sano        | 1   | 1   | 1   | 1   | 2   | 5   | 5   | 7   |     |     |     |     |     |     |     |     |     |     | 53     |
| 2    | Yuto Nomura      | 2   | 2   | 2   | 8   | 7   | 1   | 1   | 1   |     |     |     |     |     |     |     |     |     |     | 53     |
| 3    | Rikuto Kobayashi | 3   | Ret | 3   | 6   | 4   | 2   | 3   | 2   |     |     |     |     |     |     |     |     |     |     | 33     |
| 4    | Kaylen Frederick | 9   | 3   | 5   | 2   | 1   | 4   | 7   | 3   |     |     |     |     |     |     |     |     |     |     | 32     |
| 5    | Zachary David    | 4   | 8   | 4   | 5   | 10  | 3   | 6   | 4   |     |     |     |     |     |     |     |     |     |     | 17     |
| 6    | Esteban Masson   | WD  | WD  | WD  | 3   | 5   | 7   | 2   | 5   |     |     |     |     |     |     |     |     |     |     | 16     |
| 7    | Yuga Furutani    | 10  | 4   | 11  | 4   | 3   | 8   | 8   | 8   |     |     |     |     |     |     |     |     |     |     | 11     |
| 8    | Yusuke Mitsui    | 5   | 7   | 6   | 7   | 6   | 6   | 4   | 6   |     |     |     |     |     |     |     |     |     |     | 9      |
| 9    | Kazuhisa Urabe   | 6   | 5   | 10  | 9   | 8   | 11  | 9   | 9   |     |     |     |     |     |     |     |     |     |     | 3      |
| 10   | Reimei Ito       | 11  | 6   | 9   | 11  | 9   | 9   | 10  | Ret |     |     |     |     |     |     |     |     |     |     | 1      |
| 11   | Tosei Moriyama   | 7   | 10  | 8   |     |     |     |     |     |     |     |     |     |     |     |     |     |     |     | 0      |
| 12   | Souta Arao       | 8   | 11  | 7   |     |     |     |     |     |     |     |     |     |     |     |     |     |     |     | 0      |
| 13   | Yasuhiro Shimizu | 12  | 9   | 12  | 12  | 13  | 12  | Ret | 11  |     |     |     |     |     |     |     |     |     |     | 0      |
| 14   | Yugo Iwasawa     |     |     |     | 10  | 14  | 10  | 11  | 10  |     |     |     |     |     |     |     |     |     |     | 0      |
| 15   | Nobuhiro Imada   | WD  | WD  | WD  | 13  | 11  | WD  | WD  | WD  |     |     |     |     |     |     |     |     |     |     | 0      |
| 16   | «Dragon»         | 13  | Ret | 13  | 14  | 12  | 13  | 12  | 12  |     |     |     |     |     |     |     |     |     |     | 0      |
|      | Seita Nonaka     | WD  | WD  | WD  |     |     |     |     |     |     |     |     |     |     |     |     |     |     |     |        |
| Pos. | Piloto           | SUZ | SUZ | SUZ | AUT | AUT | OKA | OKA | OKA | SUG | SUG | SUG | SUG | FUJ | FUJ | FUJ | MOT | MOT | MOT | Puntos |

| Color     | Resultado                                                               |
| --------- | ----------------------------------------------------------------------- |
| Oro       | Ganador                                                                 |
| Plata     | 2.ª plaza                                                               |
| Bronce    | 3.ª plaza                                                               |
| Verde     | Finalizó en los puntos                                                  |
| Azul      | Finalizó sin puntos                                                     |
| Azul      | NC - No clasificado                                                     |
| Violeta   | Ret - No terminó (Carrera)                                              |
| Rojo      | DNQ - No se clasificó                                                   |
| Negro     | DSQ - Descalificado                                                     |
| Blanco    | DNS - No empezó (carrera)                                               |
| Blanco    | WD - Retirado (fin de semana)                                           |
| Blanco    | C - Carrera cancelada                                                   |
| Sin color | DNP - Inscrito pero no participó                                        |
| Sin color | INJ - Lesionado                                                         |
| Sin color | EX - Excluido                                                           |
| Estado    | Resultado                                                               |
| Negrita   | Pole position                                                           |
| Cursiva   | Vuelta rápida                                                           |
| †         | Abandona, pero clasifica al completar el porcentaje requerido para ello |

### Clase Másters
| Pos. | Piloto           | SUZ | SUZ | SUZ | AUT | AUT | OKA | OKA | OKA | SUG | SUG | SUG | SUG | FUJ | FUJ | FUJ | MOT | MOT | MOT | Puntos |
| ---- | ---------------- | --- | --- | --- | --- | --- | --- | --- | --- | --- | --- | --- | --- | --- | --- | --- | --- | --- | --- | ------ |
| 1    | Yasuhiro Shimizu | 1   | 1   | 1   | 1   | 3   | 1   | Ret | 1   |     |     |     |     |     |     |     |     |     |     | 69     |
| 2    | «Dragon»         | 2   | Ret | 2   | 3   | 2   | 2   | 1   | 2   |     |     |     |     |     |     |     |     |     |     | 50     |
| 3    | Nobuhiro Imada   | WD  | WD  | WD  | 2   | 1   | WD  | WD  | WD  |     |     |     |     |     |     |     |     |     |     | 17     |
| Pos. | Piloto           | SUZ | SUZ | SUZ | AUT | AUT | OKA | OKA | OKA | SUG | SUG | SUG | SUG | FUJ | FUJ | FUJ | MOT | MOT | MOT | Puntos |

### Campeonato de Escuderías
| Pos. | Escudería           | SUZ | SUZ | SUZ | AUT | AUT | OKA | OKA | OKA | SUG | SUG | SUG | SUG | FUJ | FUJ | FUJ | MOT | MOT | MOT | Puntos |
| ---- | ------------------- | --- | --- | --- | --- | --- | --- | --- | --- | --- | --- | --- | --- | --- | --- | --- | --- | --- | --- | ------ |
| 1    | TOM'S               | 1   | 1   | 1   | 1   | 2   | 2   | 2   | 2   |     |     |     |     |     |     |     |     |     |     | 68     |
| 2    | B-Max Racing Team   | 2   | 2   | 2   | 2   | 1   | 1   | 1   | 1   |     |     |     |     |     |     |     |     |     |     | 68     |
| 3    | Delightworks Racing | 5   | 7   | 6   | 7   | 6   | 6   | 4   | 6   |     |     |     |     |     |     |     |     |     |     | 9      |
| 4    | LM corsa            | 11  | 6   | 9   | 11  | 9   | 9   | 10  | Ret |     |     |     |     |     |     |     |     |     |     | 1      |
| 5    | JMS Racing Team     | 7   | 10  | 8   | 13  | 11  | WD  | WD  | WD  |     |     |     |     |     |     |     |     |     |     | 0      |
| 6    | GNSY Racing         | 12  | 9   | 12  | 12  | 13  | 12  | Ret | 11  |     |     |     |     |     |     |     |     |     |     | 0      |
| Pos. | Escudería           | SUZ | SUZ | SUZ | AUT | AUT | OKA | OKA | OKA | SUG | SUG | SUG | SUG | FUJ | FUJ | FUJ | MOT | MOT | MOT | Puntos |